# محوطه گورستانی جیرمت
محوطه گورستانی جیرمت مربوط به پیش از اسلام - دوران‌های تاریخی پس از اسلام است و در شهرستان تنکابن، دهستان گلیجان، روستای لاکتراشان واقع شده و این اثر در تاریخ ۱۸ اردیبهشت ۱۳۸۰ با شمارهٔ ثبت ۳۷۸۱ به‌عنوان یکی از آثار ملی ایران به ثبت رسیده است.